# Губанов Віктор Анатолійович
Ві́ктор Анато́лійович Губа́нов — соліст тріо баяністів «Гармонія», викладач Житомирського музичного училища імені В. С. Косенка. Народний артист України (2012).

## Біографія
Віктор Губанов народився на Донеччині, закінчив Харківський інститут мистецтв імені І.П. Котляревського. 
З 1983 року — викладач Житомирського музичного училища імені В. С. Косенка.
Губанов створив ряд обробок та аранжувань творів вітчизняних і зарубіжних композиторів для ансамблевого й сольного виконання.